# Kevin Feige
Pour les articles homonymes, voir Feige.
Kevin Feige (né le 2 juin 1973 à Boston) est un producteur de cinéma américain. Actuellement président de Marvel Studios, il se trouve à l'origine de la création de l'univers cinématographique Marvel.

## Biographie
Après ses études, à la fin des années 1990, Kevin Feige est engagé par la productrice Lauren Shuler Donner et travaille avec elle, pour le compte de la 20th Century Fox sur une première adaptation des Marvel Comics, le film X-Men, sorti en 2000. Fan de Star Wars depuis son enfance, il commence alors à imaginer sa propre saga autour des personnages de Marvel. Il devient dans la foulée le numéro deux de Marvel Studios, qui est alors au bord de la banqueroute, et survit en vendant les droits cinématographiques des super-héros tels que les 4 Fantastiques, les X-Men, Hulk et Spider Man aux plus offrants. Devenu le président de Marvel Studios, il voit que les personnages des Avengers sont encore la propriété de Marvel, et qu'il est possible de mettre en place un univers étendu à travers des crossovers comme l'avaient fait Stan Lee et Jack Kirby dans les Comics. Il doit emprunter plus de 500 millions de dollars à une banque américaine tout en mettant des personnages comme le Docteur Strange et Black Panther en garantie, pour mettre en route son projet avec le film Iron Man, sorti en 2008. De son succès dépend le lancement de l'univers cinématographique Marvel imaginé par Kevin Feige. Ce succès est au rendez-vous ; la dernière scène du film introduit le directeur du SHIELD Nick Fury et son projet Initiative Avengers. Les importantes recettes mondiales entérinées en quelques jours permettent à Kevin Feige d'annoncer dans la foulée les films Iron Man 2, Thor, Captain America et Avengers. En 2009, Disney rachète Marvel Studios et leur apporte ses importants moyens.
De 2008 à 2019, vingt-trois films du MCU sont sortis, à raison de deux ou trois par an, représentant les trois phases de la Saga de l'Infini et cumulant plus de 20 milliards de dollars de recettes mondiales. Chris Evans, l'interprète de Captain America, dira ceci à propos de Kevin Feige : « J'ai toujours été étonné de la capacité de Kevin à réaliser cette gigantesque tapisserie, toutes ces intrigues tissées. Je ne pense tout simplement pas que cela va se reproduire. Je ne pense pas que quiconque ait la capacité de lancer toutes ces différentes fusées et que, au fil des années, elles explosent toutes en même temps. C'est juste de la planification, des soins et de la subtilité. ».
En 2019, le 22e film du MCU qu'il produit, Avengers: Endgame, devient le plus grand succès du box-office mondial, après avoir dépassé Avatar mais est détrôné en 2022. Le lancement de la plateforme Disney + en 2019, permet à Kevin Feige de mettre en œuvre le projet de croiser les contenus Marvel entre le cinéma et le streaming. Une première série, WandaVision avec les personnages de Wanda Maximoff et du synthézoïde Vision est ainsi diffusée début 2021, lançant officiellement la phase IV du MCU, avec également l'arrivée de nouveaux personnages issus des Marvel Comics. Elle est suivie la même année par les séries Falcon et le Soldat de l'Hiver et Loki, les acteurs tenant ces rôles étant apparus précédemment au cinéma, lequel poursuivra sur la lancée avec des films comme Doctor Strange in the Multiverse of Madness, Ant-Man and the Wasp: Quantumania ou The Marvels
Le 25 Juillet 2024, Kevin Feige a reçu son étoile sur la Hollywood Walk of Fame

## Apparition cinématographique
En 2022, il a été annoncé que Kevin Feige pourrait jouer son propre rôle dans l'épisode final de la série She-Hulk : Avocate, mais son personnage est finalement remplacé par une intelligence artificielle à laquelle il a refusé de prêter sa voix.

## Filmographie

### Cinéma
- 2000 : X-Men de Bryan Singer
- 2003 : Daredevil de Mark Steven Johnson
- 2003 : X-Men 2 de Bryan Singer
- 2003 : Hulk d'Ang Lee
- 2004 : The Punisher de Jonathan Hensleigh
- 2004 : Spider-Man 2 de Sam Raimi
- 2004 : Blade: Trinity de David S. Goyer
- 2005 : Elektra de Rob Bowman
- 2005 : Man-Thing de Brett Leonard
- 2005 : Les Quatre Fantastiques de Tim Story
- 2006 : X-Men : L'Affrontement final (X-Men: The Last Stand) de Brett Ratner
- 2007 : Spider-Man 3 de Sam Raimi
- 2007 : Les Quatre Fantastiques et le Surfer d'argent de Tim Story
- 2008 : Iron Man de Jon Favreau
- 2008 : L'Incroyable Hulk (The Incredible Hulk) de Louis Leterrier
- 2008 : Punisher : Zone de guerre de Lexi Alexander
- 2010 : Iron Man 2 de Jon Favreau
- 2011 : Thor de Kenneth Branagh
- 2011 : Captain America: First Avenger de Joe Johnston
- 2012 : Avengers de Joss Whedon
- 2013 : Iron Man 3 de Shane Black
- 2013 : Thor : Le Monde des ténèbres de Alan Taylor
- 2014 : Captain America : Le Soldat de l'hiver de Anthony et Joe Russo
- 2014 : Les Gardiens de la Galaxie de James Gunn
- 2015 : Avengers : L'Ère d'Ultron de Joss Whedon
- 2015 : Ant-Man de Peyton Reed
- 2016 : Captain America: Civil War d'Anthony et Joe Russo
- 2016 : Doctor Strange de Scott Derrickson
- 2017 : Les Gardiens de la Galaxie Vol. 2 de James Gunn
- 2017 : Spider-Man: Homecoming de Jon Watts
- 2017 : Thor: Ragnarok de Taika Waititi
- 2018 : Black Panther de Ryan Coogler
- 2018 : Avengers: Infinity War d'Anthony et Joe Russo
- 2018 : Ant-Man et la Guêpe (Ant-Man and the Wasp) de Peyton Reed
- 2018 : Spider-Man: New Generation de Peter Ramsey, Bob Persichetti et Rodney Rothman
- 2019 : Captain Marvel de Ryan Fleck et Anna Boden
- 2019 : Avengers: Endgame d'Anthony et Joe Russo
- 2019 : Spider-Man: Far From Home de Jon Watts
- 2021 : Black Widow de Cate Shortland
- 2021 : Shang-Chi et la Légende des Dix Anneaux (Shang-Chi and the Legend of the Ten Rings) de Destin Daniel Cretton
- 2021 : Les Éternels (Eternals) de Chloé Zhao
- 2021 : Spider-Man: No Way Home de Jon Watts
- 2022 : Doctor Strange in the Multiverse of Madness de Sam Raimi
- 2022 : Thor: Love and Thunder de Taika Waititi
- 2022 : Black Panther: Wakanda Forever de Ryan Coogler
- 2023 : Ant-Man et la Guêpe : Quantumania de Peyton Reed
- 2023 : Les Gardiens de la Galaxie Vol. 3 de James Gunn
- 2023 : The Marvels de Nia DaCosta
- 2024 : Deadpool et Wolverine de Shawn Levy
- 2025 : Captain America: Brave New World de Julius Onah
- 2025 : Thunderbolts* de Jake Schreier
- 2025 : Les Quatre Fantastiques : Premiers pas (The Fantastic Four: First Steps) de Matt Shakman
- 2026 : Spider-Man: Brand New Day de Destin Daniel Cretton
- 2026 : Avengers: Doomsday de Anthony et Joe Russo
- 2027 : Avengers: Secret Wars de Anthony et Joe Russo

### Télévision/Streaming
- 2008-2009 : Wolverine et les X-Men (série télévisée)
- 2009 : Iron Man: Armored Adventures
- 2021 : WandaVision
- 2021 :  Falcon et le Soldat de l'Hiver
- 2021-2023 :  Loki
- 2021-2023 : What If...?
- 2021 : Hawkeye
- 2022 : Moon Knight
- 2022 : Miss Marvel
- 2022-2023 : Je s'appelle Groot
- 2022 : She-Hulk : Avocate
- 2022 : Werewolf by Night
- 2023 : Secret Invasion
- 2024 : Echo
- 2024 : X-Men ’97
- 2024 : Agatha All Along
- 2025 : Daredevil: Born Again
- 2025 : Ironheart
- 2025 : Wonder Man

## Distinctions

### Récompenses
- 2017 : Prix Inkpot